# The Warriors of Qiugang
The Warriors of Qiugang, kinesisk titel 《仇岗卫士》,《仇崗衛士》, är en 39 minuter lång dokumentär som upptecknar historien om den kinesiska byn Qiugang (inv. 1 900), i förorterna till Bengbu i provinsen Anhui. Den berättar om hur en grupp kinesiska bybor får ett slut på förgiftningen av deras land och vatten genom tre kemiska fabriker, den värsta Jiucailuo Chemical. Den regisserades och producerades av Oscarvinnarna Ruby Yang och Thomas F. Lennon. Guan Xin var fältproducent och filmfotograf. Den 13 oktober 2010 annonserade amerikanska filmakademien att den nominerats till en Oscar för bästa korta dokumentär (Documentary Short Subject).